# Ульджабаєв Турсунбай Ульджабайович
Турсунбай (Турсун) Ульджабайович Ульджабаєв (18 квітня (1 травня) 1916 року, кишлак Курук, Самаркандська область, Російська імперія, тепер Республіка Таджикистан — 31 травня 1988 року,  місто Душанбе, Таджицька РСР, СРСР) — радянський і таджицький партійний діяч, Голова Ради Міністрів Таджицької РСР (1955—1956), 1-й секретар ЦК КП Таджикистану (1956—1961). Член Бюро ЦК КП Таджикистану (1954—1961). Член ЦК ВЛКСМ. Член Центральної Ревізійної Комісії КПРС в 1956—1961 р. Депутат Верховної Ради Таджицької РСР. Депутат Верховної Ради СРСР 2-го, 4—5-го скликань.

## Біографія
Народився в 1916 року кишлаку Курук, тепер Гафуровскої нохії Согдійської області в родині селянина-наймита.
У 1935 році закінчив педагогічний технікум. Трудову діяльність розпочав у 1935 році вчителем початкової школи Науського району Таджицької РСР.
З 1936 року перебував на керівній роботі в комсомольській організації Таджицької РСР. До 1937 року — завідувач піонерського відділу Науського районного комитета ЛКСМ Таджикистану.
У 1937—1941 роках — завідувач відділу ЦК ЛКСМ Таджикистану.
Член ВКП(б) з 1939 року.
У 1941—1943 роках — заступник завідувача відділу ЦК КП(б) Таджикистану.
У 1943—1947 роках — 1-й секретар ЦК ЛКСМ Таджикистану.
У 1947—1950 роках — слухач Вищої партійної школи при ЦК ВКП(б) у Москві.
У вересні 1950—1951 роках — секретар Сталінабадського обласного комітету КП(б) Таджикистану.
У 1951 — квітні 1952 року — завідувач відділу пропаганди і агітації ЦК КП(б) Таджикистану.
У квітні — липні 1952 року — 1-й секретар Кулябського обласного комітету КП(б) Таджикистану.
У липні 1952 — січні 1954 року — 1-й секретар Ленінабадського обласного комітету КП Таджикистану.
У січні 1954 — 31 березня 1955 року — секретар ЦК КП Таджикистану.
З 29 березня 1955 по 25 травня 1956 року — Голова Ради Міністрів Таджицької РСР та міністр закордонних справ Таджицької РСР.
З 24 травня 1956 року по 12 квітня 1961 року — 1-й секретар ЦК КП Таджикистану.
У 1961 році на пленумі ЦК КПРС разом з головою Ради Міністрів Таджицької РСР Назаршо Додхудоєвим був звинувачений в «систематичній фальсифікації звітних документів», в тому, що «доповідали про перевиконання планів продажу бавовни державі, фактично ж ці плани не виконувалися».
12 квітня 1961 року звільнений з усіх посад і виключений з партії. Відновлений в КПРС у 1986 році.
З 1961 по 1964 роки — директор відстаючого радгоспу «Мітін—тугай» Московського району Ленінабадської області. З 1964 по 1973 рік — директор племінного радгоспу «Гарм» Комсомолабадского району Таджицької РСР.
У березні 1973 року був призначений заступником директора, а з грудня 1976 року працював директором радгоспу «ХХ партз'їзд» Куйбишевського району Таджицької РСР.
З 1986 року — на пенсії.
Член Спілки журналістів СРСР.

## Нагороди
- орден Леніна
- три ордени Трудового Червоного Прапора
- два ордени «Знак Пошани»
- п'ять медалей
- чотири Почесні Грамоти Президії Верховної Ради СРСР.

## Увічнення пам'яті
Іменем Турсуна Ульджабаєва названі школи і господарства в різних куточках Таджикистану. Указом Президента Республіки Таджикистан Емомалі Рахмона від 9 вересня 1997 року за № 118 Нурецькій ГЕС присвоєно ім'я Турсуна Ульджабаєва.